# 中野遥斗
中野 遥斗（なかの はると、2009年6月4日 - ）は、日本の子役。スマイルモンキー所属。

## 出演

### テレビドラマ
- ママモコモてれび ホメるの魔法 大発見!SP（2013年、日本テレビ）
- サザエさん（2013年12月1日、フジテレビ） - フグ田タラオ 役
- 生きたい たすけたい（2014年3月11日、NHK）
- 軍師官兵衛 第31話（2014年8月3日、NHK）- 三法師 役
- BORDER 警視庁捜査一課殺人犯捜査第4係 第1話[2]（2014年4月10日、テレビ朝日） - 澤田亮 役
- なぜ少女は記憶を失わなければならなかったのか?〜心の科学者・成海朔の挑戦〜（2014年10月1日、日本テレビ） - 瀬田大志 役
- 昨夜のカレー、明日のパン 第3・4話（2014年10月19日・26日、NHK BSプレミアム） - 寺山一樹（幼少期） 役
- 相棒season13 第6話（2014年11月19日、テレビ朝日） -  勝瀬陸 役
- 逆転報道の女 News4（2014年11月22日、テレビ朝日） - 小峰悠人（幼少期） 役
- 花燃ゆ（2015年、NHK） - 吉田小太郎 役
- ダメな私に恋してください 第1話（2016年1月12日、TBS） - 米田要 役[1]
- 火の粉 第1・4 - 7・9話（2016年4月2日・23日 - 5月14日・28日、フジテレビ） - 佐々木陸 役
- 所轄刑事10（2016年12月9日、フジテレビ）- 西岡努 役
- 執事 西園寺の名推理 第4話（2018年5月11日、テレビ東京）- 雪村瑞樹（幼少期）役
- 直撃!シンソウ坂上SP 〜日航123便からのメッセージ・33年目の真相〜（2018年8月16日、フジテレビ） - 美谷島健くん 役
- 仮面ライダーゼロワン 第1話・2話（2019年9月1日・8日、テレビ朝日） - 幼いアルト 役[3]
- Heaven?〜ご苦楽レストラン〜（2019年、TBS） - 伊賀観（幼少期） 役[4]
- DIVE!! 第2話（2021年4月22日、テレビ東京ドラマホリック!）- 坂井知季（幼少期）役
- 二月の勝者-絶対合格の教室- 第1話（2021年10月16日、日本テレビ）- 大沢颯太 役
- 和田家の男たち 第1話（2021年10月22日、テレビ朝日）

### 映画
- エイプリルフールズ（2015年）
- きみはいい子（2015年） - 岡野蓮 役
- オーバー・フェンス（2016年）- 原大河 役[1]
- こどもつかい（2017年） - 笠原蓮 役[5]
- さそりとかゑる（2019年） - 鴨川三郎幼少 役[6]
- 仮面ライダー 令和 ザ・ファースト・ジェネレーション（2019年） - 幼い或人 役[7]

### インターネットテレビ
- #ConneXion 第2話（2021年7月9日、dtv）- 西洞院将（幼少期）役

### CM
- 日産・デイズルークス（2014年）
- P&G アリエール（2014年）
- アメリカンファミリー生命保険会社（2014年）
- タカラトミー（2015年）
- ベネッセコーポレーション（2015年）
- アイリスオーヤマ「花粉空気清浄機」（2016年）[8]
- 東和薬品「プラスαのジェネリック（製剤工夫）」篇（2017年）
- ニチレイ「本格炒め炒飯Ⓡ『ゴロゴロ応援団』篇」（2018年）
- タカラトミー「ポケモンバトル！実況サウンドスタジアム ピカチュウVSヒバニー」（2019年）
  - 「ポケモンフィギュアモンコレ」（2019年）
- 三井不動産住宅グループ広告『すまいとくらし　三井でみつけて』（みつけてソリューション篇）（2021年）

### スチール
- ベルメゾン（2011年）
- リトルベアークラブ（2012年）
- セガトイズ アンパンマンミュージアム GOGOミニカーおでかけミニカーバス（2012年）
- ベネッセコーポレーション ピースマイル子ども服（2012年）
- SUBARU「シフォン」（2016年）
- コールマンカタログ（2017年）
- スタジオアリス「Aniversa 2017」カタログ（2017年）

### VP
- サントリー サントリー×ドラえもんキャンペーン（2014年）
- Blu-BiLLioN「HOME」MV（2019年）
- タカラトミー「ガチッとゲットだぜ！モンスターボールを大紹介!!」（2019年）
- 群馬県ネットリテラシー動画教材 「インターネットの光と影を知ろう！」- 今井翔 役（2021年）